# Klosterbrauerei Reutberg
Die Klosterbrauerei Reutberg eG ist eine Brauerei in Sachsenkam-Reutberg im Landkreis Bad Tölz-Wolfratshausen in Oberbayern und befindet sich neben dem Franziskanerinnenkloster Reutberg. Auf dem Areal befindet sich ferner der Gastronomiebetrieb („Bräustüberl Kloster Reutberg“).

## Geschichte
Das Kloster wurde 1618 gegründet. Ab 1677 befand sich dort die erste Brauerei, vor allem zur Verköstigung der Pilger. Gerste und Hopfen wurden selbst angebaut, das Wasser stammte aus klostereigenen Quellen. 1786 berichtete ein Chronist über den starken Zulauf von verarmtem Landvolk und entlassenen Soldaten, was vor allem zu Klagen aus dem nahen Tölz führte, damals mit 22 Brauereien eine Bierstadt, das Kloster missbrauche seine Konzession und unterhalte eine Bauernschänke, in welcher von früh bis spät Bier ausgeschenkt und getrunken werde.
Nach der Säkularisation wurde das Kloster 1835 wiedererrichtet und diesem das „fremde Braurecht“ verliehen. Weltliche Brauer betrieben nun die Brauerei und außerhalb der Klostermauern wurde eine Schänke eröffnet und das Bier öffentlich verkauft. 1901 wurde die Brauerei an der heutigen Stelle, außerhalb des Klosters, neu errichtet, erwies sich 1904 aber bereits als zu klein und entsprach nicht den technischen Anforderungen der Zeit, was die Franziskanerinnen bewog, das Brauen aufzugeben. Aufgrund der Empörung der Bevölkerung, nahm das Ordinariat diesen Beschluss jedoch wieder zurück und verpachtete fortan Brauerei und Schänke. 1906 wurde diese Brauerei neu eingerichtet und modernisiert, etwa mit Kühlschiff und moderner Schrotmühle, ab 1913 mit elektrischer Beleuchtung und Flaschenabfüllung.
Erster Weltkrieg und Inflation setzten der Brauerei jedoch stark zu. Unter dem Pfarrer Alois Daisenberger planten Bauern aus Sachsenkam, Reichersbeuern und Greiling 1924 die Gründung einer Brauereigenossenschaft, um den Einheimischen den Zugang zu erschwinglichem Bier zu ermöglichen. Am 23. Oktober 1924 wurde von 42 Genossen die Klosterbrauerei Reutberg eG gegründet. Bereits im ersten Jahr erzeugte die Brauerei einen Ausstoß von 3.364 hl und steigerte die Mitgliederzahl auf 150 Genossen, bis 1929 stieg der Ausstoß auf 9.000 hl.

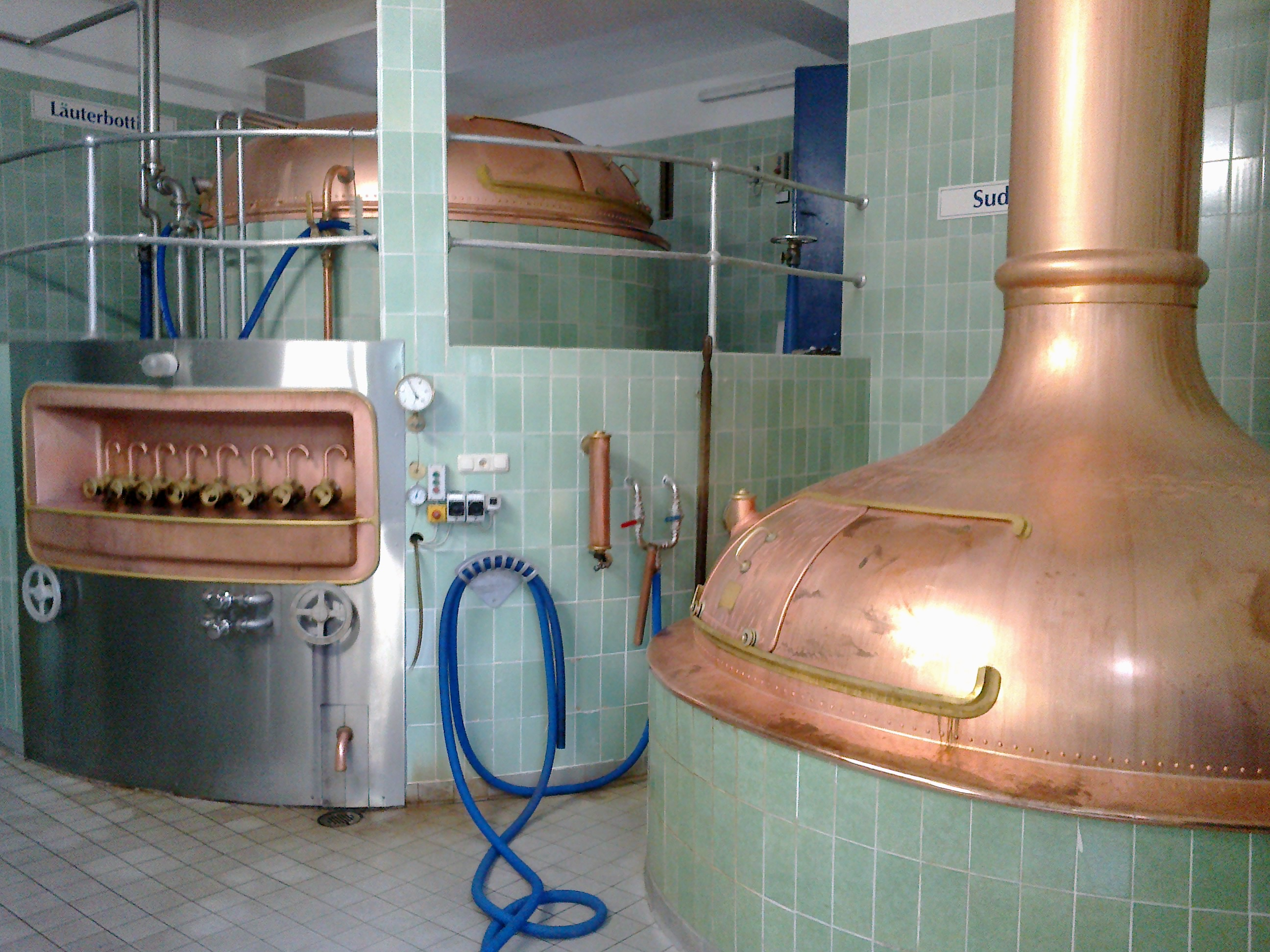
Läuterbottich und Sudkessel

Zum Ausbruch des Zweiten Weltkriegs betrug der Ausstoß jährlich 12.000 hl Bier. Nach dem Krieg wurde 1950 das Weiße Bräu Bad Aibling aufgekauft, 1953 die Liegenschaft des heutigen Reutberg-Stüberls in Bad Tölz. Die Produktion stieg weiter und erreichte 1968 35.000 hl Ausstoß. In den 1960ern entstand ein neuer Lagerkeller, eine neue Leerguthalle und eine Flaschenabfüllanlage. 1968 wurde zudem mit der Herstellung von alkoholfreien Getränken, die 1974 11.300 hl erreichten, begonnen. Die Mitgliederzahl der Brauereigenossenschaft überschritt dabei die Zahl 2.000.
Misswirtschaft bedeutete aber auch einen zeitweiligen Abstieg. Um der Übernahme durch eine Münchner Großbrauerei zu entgehen, war eine Fusion mit einer Holzkirchner Brauerei geplant, die 1987 aber noch abgewendet werden konnte, wofür sich vor allem Hans Kappelsberger verantwortlich zeigte, den der Münchner Merkur zu seinem Tode 2017 „Retter des Reutbergs“ nannte. Nach dem massiven Brauereisterben in Bad Tölz und Umgebung ab dem 19. Jahrhundert, war die Klosterbrauerei Reutberg ab 2005 zeitweise die einzige verbliebene Brauerei des Landkreises und stellt bis heute die letzte historische Braustätte dar. Das Wasser stammt bis heute aus eigenen Quellen, während der Hopfen aus der Hallertau bezogen wird.
2018 erreichte die Brauerei einen Ausstoß von etwa 21.400 hl Bier. Maschinelle Fass- und Flaschenabfüllung per Hand geschehen in Reutberg, die maschinelle Flaschenabfüllung erfolgt seit 1991 bei der Brauerei Aying. 2017 investierte die Brauerei in sieben neue Edelstahltanks, die die Aluminiumtanks ergänzen. Gebraut wird nach wie vor im Läuterbottich und Sudkessel aus Massivkupfer von 1937.
2017 bestand die Brauerei aus 5230 Genossen, darunter auch Ilse Aigner und Friedrich Merz. Der Ausstoß betrug 2017 mehr als 22.000 hl Bier, bei zwölf Sorten. Dabei würden jährlich auch „zwei bis drei Schiffscontainer“ nach Santa Monica in die USA verschifft und von dort aus hauptsächlich in Kalifornien vertrieben. 2018 diente die Brauerei als Drehort für die Serie Hubert und Staller (Episode: Weiblich, böse, tot).

## Produkte
- Kloster Hell
- Export Hell
- Kloster Märzen
- Aegidius-Trunk

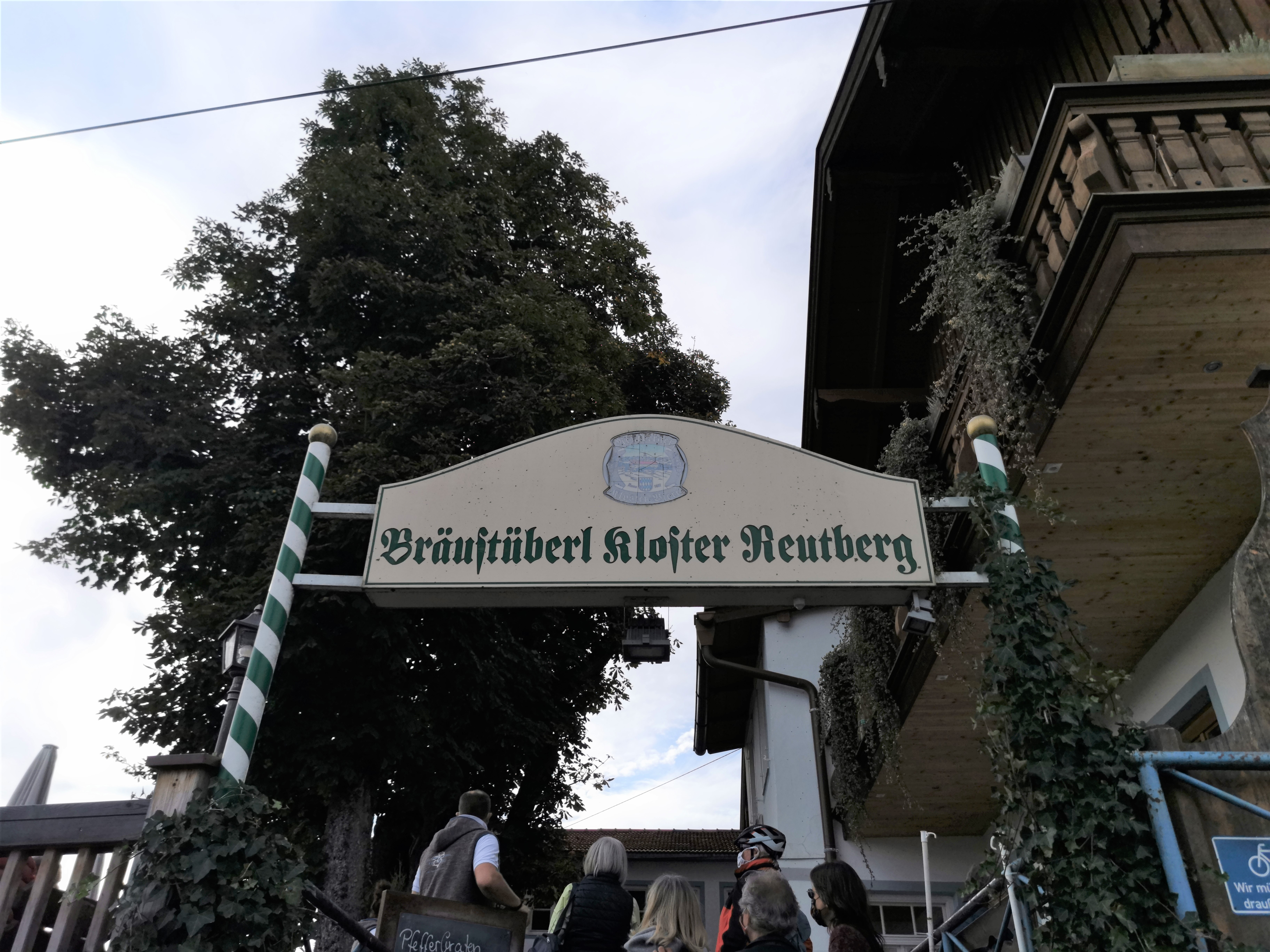
Bräustüberl-Schild

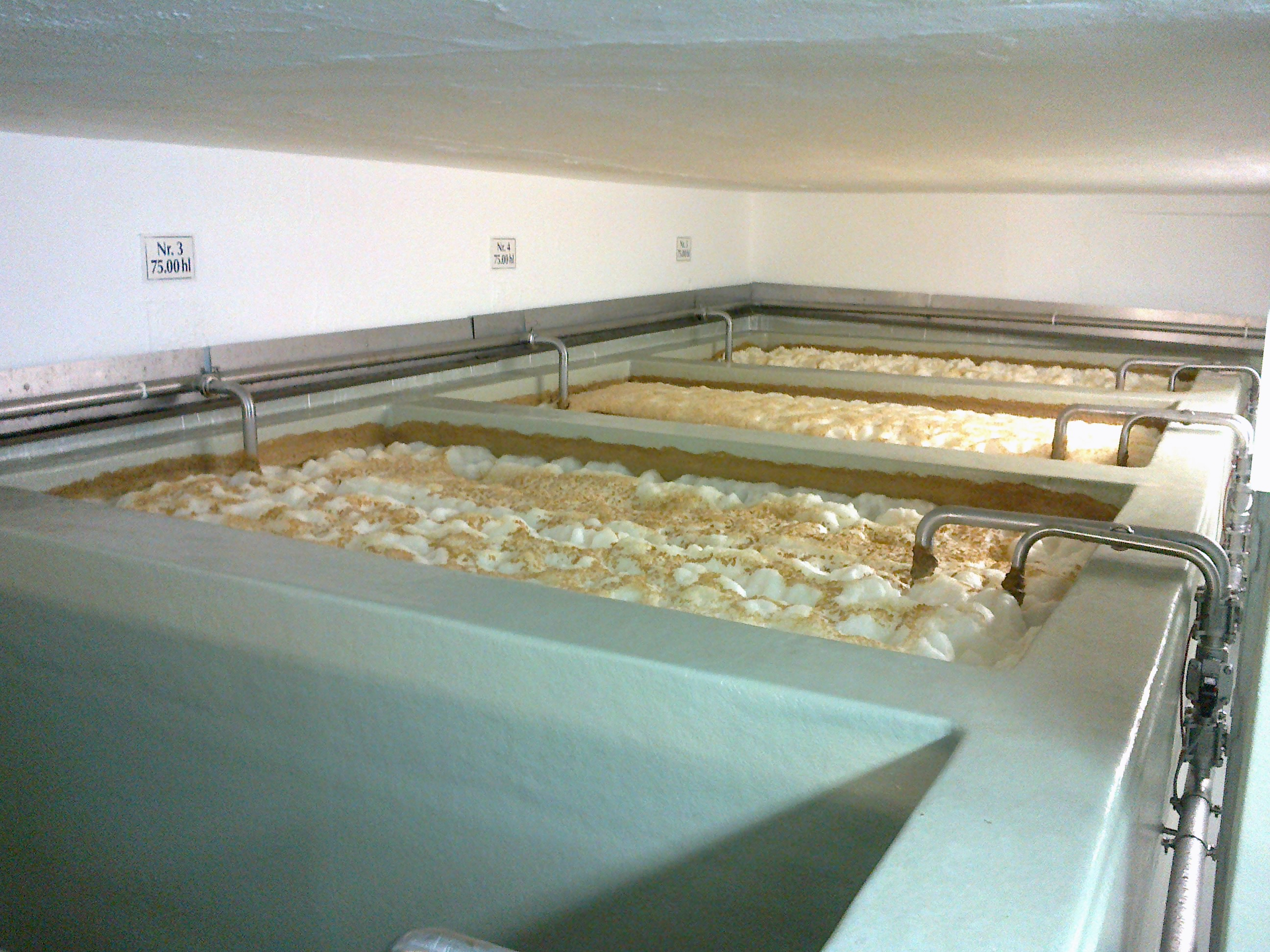
Gärkeller

- Heller Bock (ausgezeichnet mit Silber beim European Beer Star 2014)[9]
- Josefi Bock
- Export Dunkel
- Kloster Weiße
- Daisenberger Dunkle Weiße
- Weißbier-Bock
- Kloster Pils
- Jubiläumssud